# Melchior Wernstedt
Carl Melchior Wernstedt, född 29 augusti 1886 i Strängnäs, död 1 februari 1973 i Göteborg, var en svensk arkitekt och grafiker. Han var professor vid Chalmers tekniska högskola 1923–1951.

## Biografi
Han var son till borgmästaren Lage Wernstedt och Hanna Ringborg samt från 1918 gift med friherrinnan Margareta Funck. Wernstedt utbildade sig till arkitekt vid Chalmers tekniska läroanstalt i Göteborg 1906–1909 och vid Kungliga Konsthögskolan i Stockholm 1909–1910 och passade då på att studera grafik vid Axel Tallbergs etsningsskola 1909. Efter studieresor till Tyskland, England, Frankrike, Italien, norra Afrika och USA var han anställd arkitekt på Ragnar Östbergs arkitektkontor 1916–1921 där han arbetade med Stockholms stadshus och ensamt ansvarade för gestaltningen av Stadshuskällaren. Från 1921 blev han tjänstgörande arkitekt utom stat vid Byggnadsstyrelsen. Han blev professor i byggnadslära och ornamentsritning vid Chalmers tekniska institut 1923, från 1937 vid Chalmers tekniska högskola, där han gick i pension 1951. Han fick uppleva tre olika faser i Chalmers utveckling till lärosäte.
Till hans arbeten räknas industribyggnader i bland annat Riddarhyttan och Långbanshyttan, restaurering och ombyggnad av Mauritzbergs gård och renoveringar av ett flertal kyrkor, exempelvis i Ramdala, Kyrkhult, Skederid och Hesselby samt begravningskapell och klockstapel i Hultsfred. Han ritade soldathem i Strängnäs och Lillhagens sjukhus i Göteborg. Han var sakkunnig i Göteborgs stads beredning för Götaplatsens ordnande 1924. Wernstedt ledde Chalmers egna arkitektkontor och ritade där bland annat Dalénsalen 1949, Kraftcentralen 1950, Kårhuset 1952 och "Kopparbunken” 1954 samt biblioteket, färdigt 1960.
Han formgav även föremål som bordslampor och ritade möbler samt armatur för Ulriksdals slott. Han belönades 1959 med Prins Eugen-medaljen.
Wernstedt instiftade ett resestipendium, som kan sökas av arkitekter med avgångsbetyg från Chalmers. År 2024 fick han en gata i Skogome i Göteborg uppkallad efter sig.

## Bilder

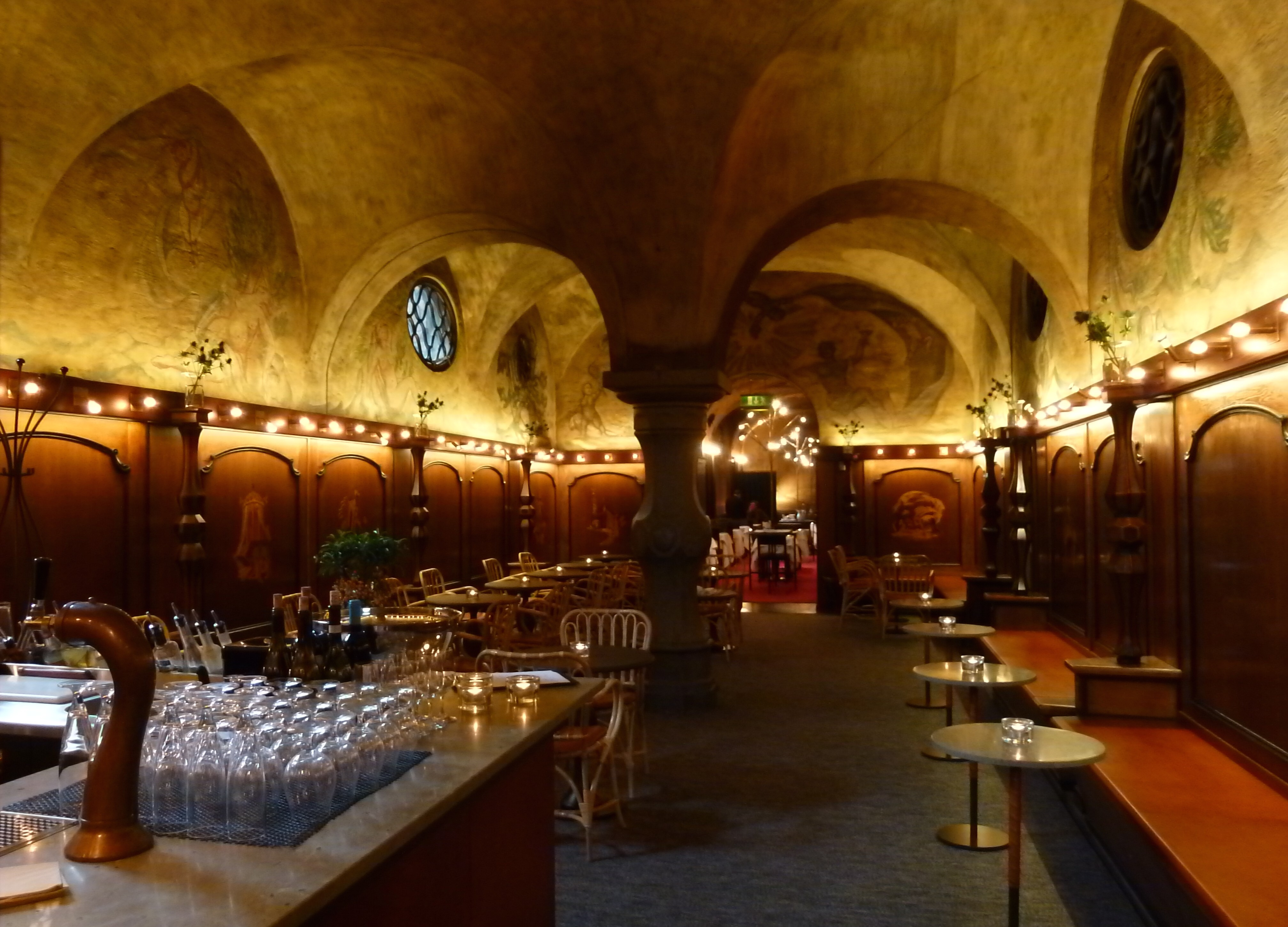
Stadshuskällarens interiör gestaltades av Melchior Wernstedt mellan 1918 och 1921.
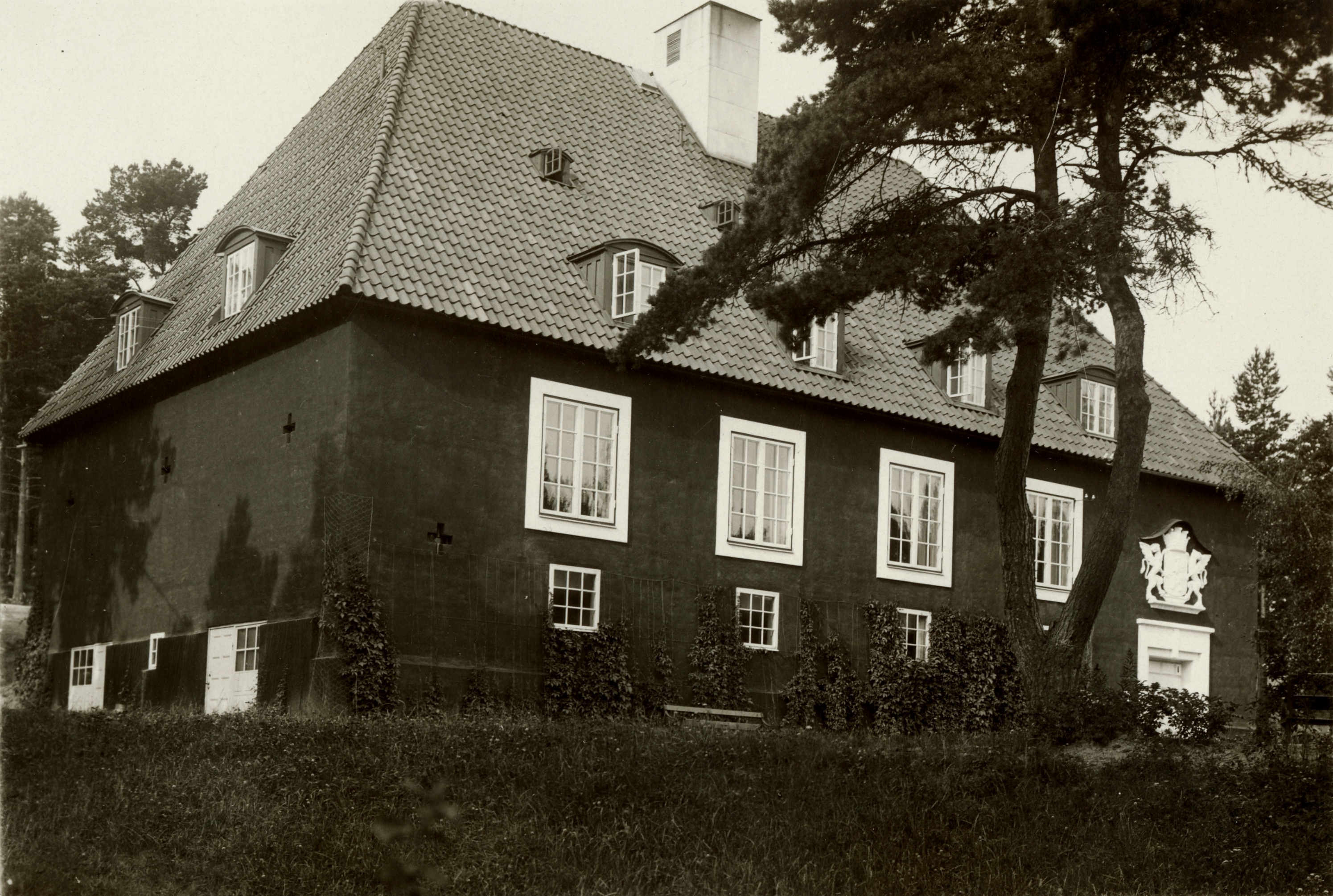
Soldathem i Strängnäs.
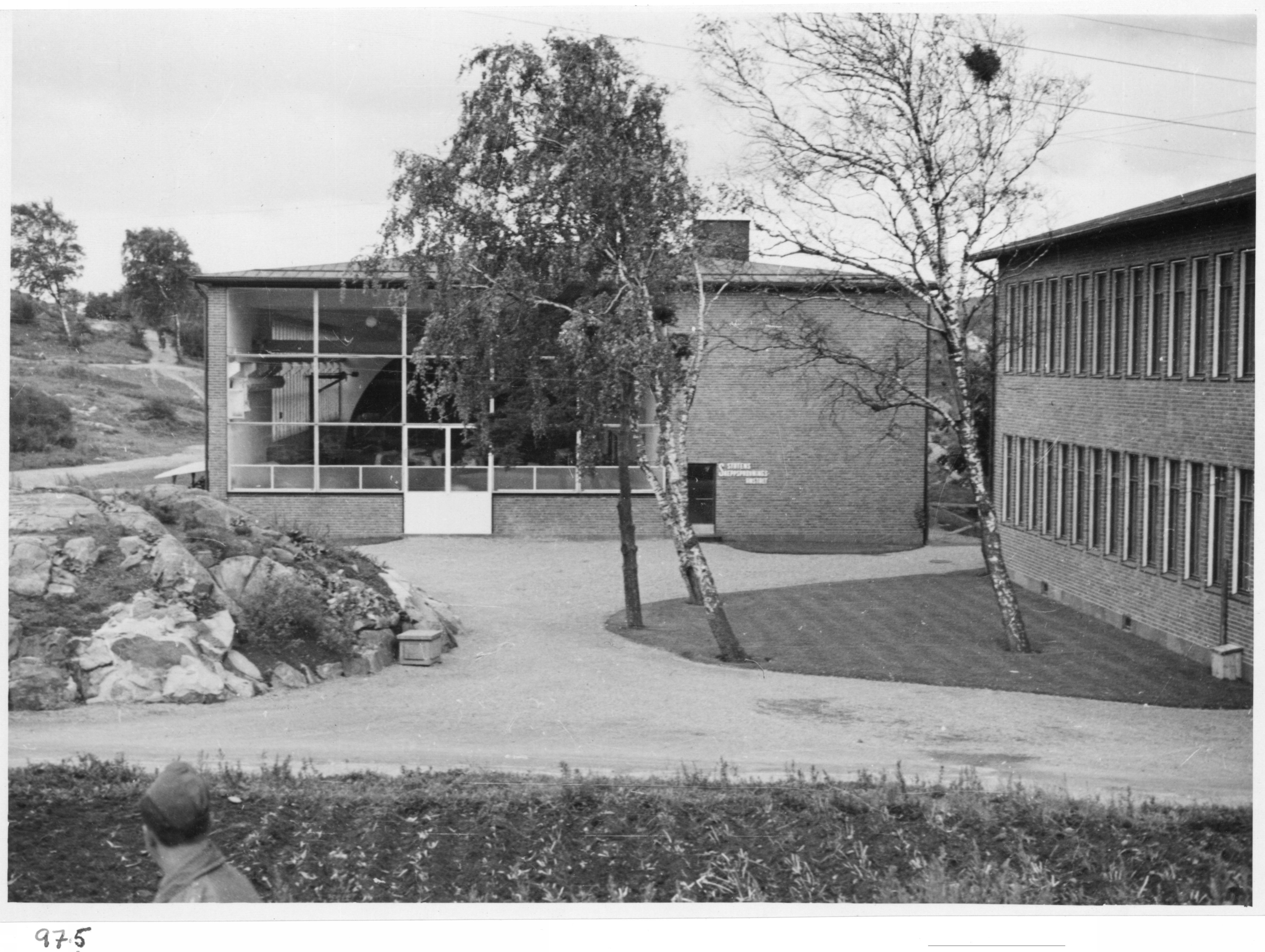
Statens skeppsprovningsanstalt, Chalmers.
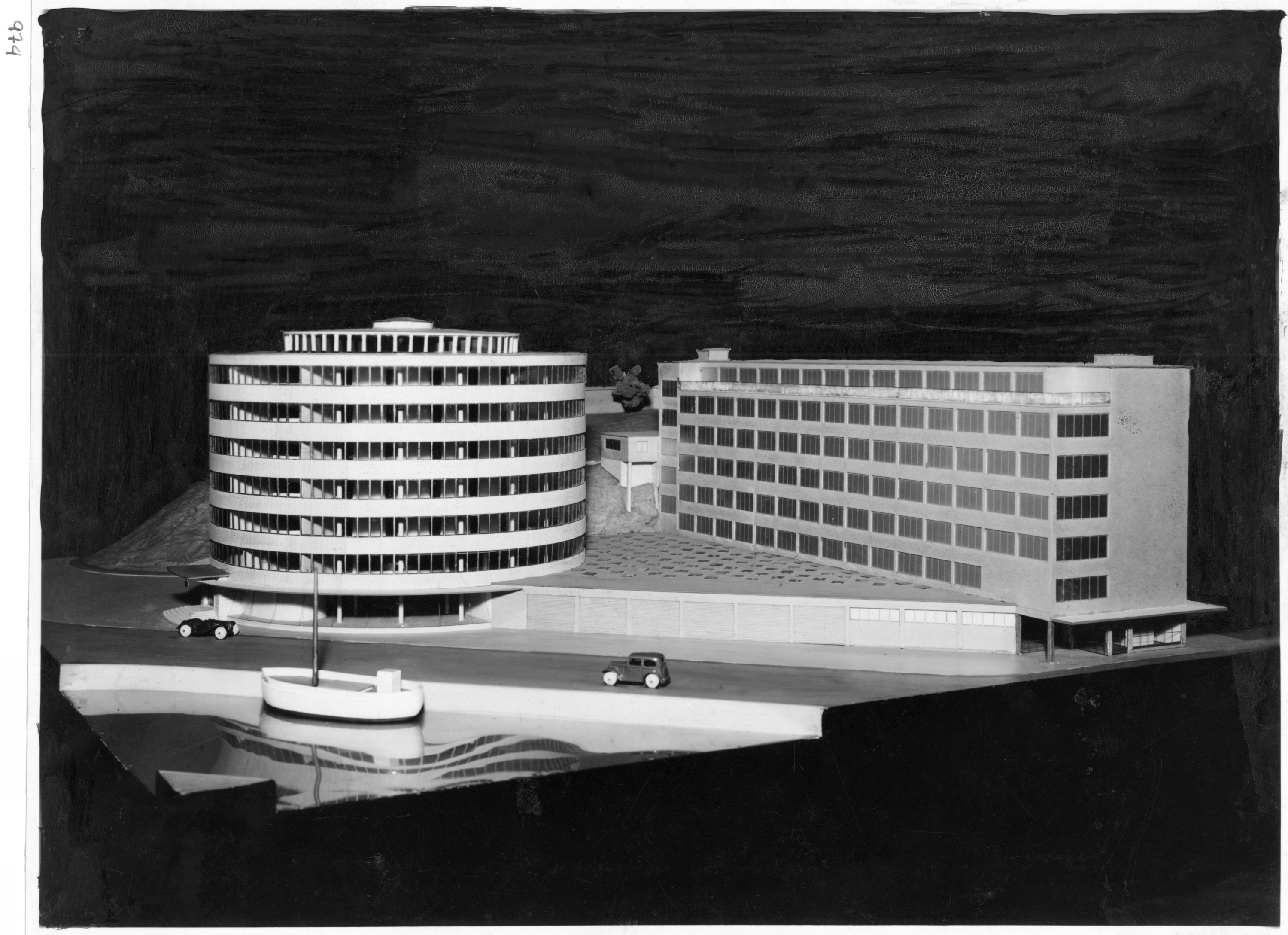
Förslag till gas- och elverk för Göteborgs stad, modell.
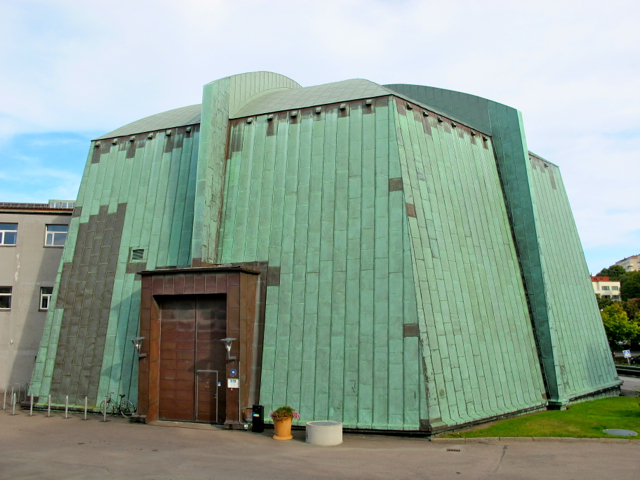
Faradayburen på Chalmers